# Lino (rappeur)
Pour les articles homonymes, voir Lino.
Lino, de son vrai nom Gaëlino M'Bani, né le 23 mai 1974 à Brazzaville (République du Congo), est un rappeur congolais ayant grandi à Villiers-le-Bel dans le Val-d'Oise. Il est membre, avec son frère Calbo, du groupe Ärsenik.
Il entame une carrière solo au début des années 2000 et publie son premier album intitulé Paradis assassiné en septembre 2005. En 2012, le projet Radio Bitume regroupant des maquettes, morceaux inachevés et non mixés est publié sans le consentement de Lino, et à la surprise générale sans promotion.
En janvier 2015, il publie un nouvel album, Requiem.

## Biographie

### Jeunesse et Ärsenik
Gaëlino M'Bani est né le 23 mai 1974 à Brazzaville, en République du Congo. Vivant à Villiers-le-Bel, dans le Val-d'Oise, il fonde en 1992, le groupe Ärsenik avec son frère Calbo et son cousin Tony Truand,. 

### Secteur Ä
Ensemble, ils participent à la compilation de L'art d'utiliser son savoir, qui leur permet d'être contactés par Kenzy, le manageur du groupe, qui fondent alors la société Secteur Ä. ensuite y enchaine avec  Hostile Hip Hop et L 432.
Intégrant le Secteur Ä, Ärsenik participe aux albums de Stomy Bugsy, Passi et collabore avec Doc Gynéco. En parallèle, ils réalisent et publient l'album Quelques gouttes suffisent... en 1998, qui sera certifié double disque d'or. Ärsenik reste actif en parallèle puisque le groupe réalise l'album Racine au sein du collectif Bisso Na Bisso.
En 2002, après plusieurs reports de date, Ärsenik publie leur deuxième album, Quelque chose a survécu..., également certifié disque d'or. Les performances de Lino, qui réalise deux titres solos (Monsieur Qui et Paradis assassiné) sont saluées[réf. nécessaire]. Lino entame une carrière en solo, avec des titres comme Punchline (compilation Fat taf), La révolte (compilation Patrimoine du Ghetto) ou Délinquante musique (compilation Banlieue 13). Il multiplie en parallèle les collaborations avec des artistes comme Rocca, Rim-K du 113, Médine ou encore Wallen. Il écrit également un titre pour l'album Brut de femme de Diams.

### Carrière solo
Lino publie son premier album solo intitulé Paradis assassiné en septembre 2005. « C’est mon premier album solo, moi je suis un artiste de groupe donc il a fallu que je me présente. C’est pas poussé au maximum, je dis ce que j’aime. C’est une présentation de ce que je peux être. Il faut le faire quand tu te lances en solo parce qu’il faut que les gens te situent », explique-t-il. L'album compte les participations de Booba, Janik ou différents artistes du label Ghetto Star. Salué pour la qualité de ses paroles, l'album n'obtient pas le succès escompté, et Lino quitte EMI dans la foulée. Malgré tout, Lino demeure[Pour qui ?] l'un des rappeurs les plus respectés en France, en témoigne le titre Lecture Aléatoire du rappeur Médine, qui rend compte du statut emblématique de Lino dans la scène française (« Sais-tu seulement que tu resteras le number one ? Et combien de tes couplets j'ai rappé face à mon miroir ? »). À noter que Lino apparaît dans le clip du morceau en question.
Après la sortie de son album solo, Lino retrouve régulièrement ses compères du Secteur Ä. Tout d'abord pour l'album ND de Noyau Dur en 2005, réalisé avec Pit Baccardi et les Neg'Marrons. En 2007, il collabore à trois titres de Rimes passionnelles du rappeur Stomy Bugsy. En 2009, il retrouve les membres du Bisso Na Bisso pour l'album Africa. Enfin, EMI publie l'album best-of S'il en reste quelque chose, qui contient les meilleurs morceau des albums de Lino et d'Ärsenik produit par le label. En parallèle à de multiples apparitions sur différents projets (compilations One Beat, Galaktik Beat, Fat taf 2 ; bandes originales de Taxi 4, Mesrine, Scorpion etc.).
En mai 2012, le projet Radio Bitume regroupant des maquettes, morceaux inachevés et non mixés est publié sans le consentement de Lino, et à la surprise générale sans promotion,. Sur YouTube, Lino en appelle au boycott du projet. En septembre 2012, Lino signe chez AZ, un label du groupe Universal Music.
Son deuxième album solo, intitulé Requiem est publié le 12 janvier 2015. L'album se classe directement à la première place du classement des ventes sur l'iTunes Store, et à la 2e place du top fusionné la semaine de sa sortie, se vendant à plus de 12 000 exemplaires au 20 janvier 2015. Fin mai 2015, l'album Requiem compte près de 30 000 exemplaires vendus. Les titres du projet dévoilés sous forme de clip sont : 12e Lettre (qui regroupe une pléiade de rappeurs français en guest comme JoeyStarr, Black M, Busta Flex, Youssoupha, etc.) , VLB (feat. T-Killa), Wolfgang, Suicide Commercial, et le dernier en date : Fautes de Français (feat. Dokou). Lino part ensuite en tournée avec ses frères Calbo (Ärsenik) et T.Killa (K.Ommando Toxik).

## Engagement politique
Lors de la campagne de l'écologiste Yannick Jadot à l'élection présidentielle française de 2022, Lino lui apporte son soutien en se produisant pour un concert d'Ärsenik en guise d'ouverture de meeting.

## Réception artistique
Un certain nombre de publications scientifiques font référence à Lino dans des sujets comme l'art post-colonial,,, le lyrisme, ou l'esthétique du rap,.
Lino intervient à l'École Normale Supérieure dans le cadre d'un séminaire consacré à son apport au rap français et à son rapport au texte ; à l'écriture et à l'art en général,.

## Discographie

### Albums studio
- 2005 : Paradis assassiné
- 2012 : Radio Bitume
- 2015 :  Requiem

### Albums collaboratifs
- 1998 : Le Secteur Ä (Live) (avec Secteur Ä)
- 1998 : Quelques gouttes suffisent... (avec Ärsenik)
- 1999 : Racines... (avec Bisso Na Bisso)
- 1999 : Live 15 mai 1999 (avec Bisso Na Bisso)
- 2000 : Secteur Ä All Stars (avec Secteur Ä)
- 2002 : Quelque chose a survécu... (avec Ärsenik)
- 2005 : ND (avec Noyau Dur)
- 2007 : S'il en reste quelque chose (avec Ärsenik)
- 2009 : Africa (avec Bisso Na Bisso)
- 2018 : Best of Secteur Ä (avec Secteur Ä)

### Apparitions
- 1995 : Ärsenik - Balltrap sur la compile L'art d'utiliser son savoir
- 1996 : Ärsenik - L'enfer remonte à la surface sur la compile Hostile Hip Hop
- 1996 : Stomy Bugsy feat. Ärsenik, Passi, Hamed Daye, Oxmo Puccino, Hi-Fi & Pit Baccardi - Un reup qui fait reup sur l'album de Stomy Bugsy, Le calibre qu'il te faut
- 1997 : Doc Gyneco feat. Ärsenik - Arrête de mentir sur le single de Doc Gyneco, Né ici
- 1997 : Ärsenik - Rimes et châtiments sur la compile L 432
- 1997 : Nèg'Marrons feat. Ärsenik, Ministère A.M.E.R. & Kery James - 1.9.9.7. rue case nègres tour
- 1997 : Nèg'Marrons feat. Ärsenik, Doc Gynéco, Hamed Daye & Ministère A.M.E.R. - Tel une bombe sur l'album de Neg'Marrons, Rue case nègres
- 1997 : Doc Gynéco feat. Ärsenik - Arrête de mentir sur la compile Delabel Hostile Rap
- 1997 : 2Bal feat. Ärsenik - Je veux en mettre
- 1997 : Ärsenik - Freestyle sur la mixtape Opération coup de poing
- 1998 : Stomy Bugsy feat. Ärsenik, Passi, Hamed Daye, La Clinique & La Rumeur - J'avance pour ma familia sur l'album de Stomy Bugsy, Quelques balles de plus pour le calibre qu'il te faut
- 1998 : Ärsenik feat. Tony Truand & Skalo - Gardiens de la pègre
- 1998 : Hamed Daye feat. Lino - Indépendance daye sur la compile Hostile Hip Hop Vol.2
- 1998 : Oxmo Puccino feat. Lino - La loi du point final sur l'album d'Oxmo, Opéra Puccino
- 1998 : IPM feat. Ärsenik - Mortel poison sur l'album d'IPM, La galerie des glaces
- 1998 : Stomy Bugsy feat. Ärsenik, Nèg'Marrons & Hamed Daye - Quand Bugsy et son gang dégomment sur l'album de Stomy Bugsy, Quelques balles de plus pour le calibre qu'il te faut
- 1998 : Hamed Daye feat. Lino - Indépendance daye sur la compile du secteur Ä Live à l'Olympia
- 1998 : Ärsenik - Boxe avec les mots sur la compile du secteur Ä Live à l'Olympia
- 1998 : Ärsenik feat. Passi - Par où t'es rentré sur la compile du secteur Ä Live à l'Olympia
- 1998 : Ärsenik feat. Doc Gynéco - Affaires de famille sur la compile du secteur Ä Live à l'Olympia
- 1998 : Doc Gynéco feat. Ärsenik - Arrête de mentir sur la compile du secteur Ä Live à l'Olympia
- 1998 : Ärsenik - Zing-zang sur la compile Une spéciale pour les halls
- 1998 : Fdy Phenomen feat. Lino - Tous du même zgeg
- 1998 : Hamed Daye feat. Ärsenik - Le jugement dernier
- 1998 : Doc Gyneco feat. Ärsenik - Dans ma ruche sur l'album de Gyneco, Liaisons dangereuses
- 1998 : Doc Gyneco feat. Lino, Pit Baccardi & Jacky Brown - Menuet sur l'album de Gyneco, Liaisons dangereuses
- 1998 : Doc Gyneco feat. Lino & Awax - L'oiseau se cache sur l'album de Gyneco, Liaisons dangereuses
- 1998 : X-Clusives feat. Lino - Oh ! DJ Remix
- 1998 : Davina feat. Ärsenik - So good sur l'album de Davina
- 1998 : Donya feat. Ärsenik - Eternel combat sur l'album de Donya, 100 regrets
- 1999 : Big Red feat. Ärsenik - Sur la parole sur l'album de Big Red, Big redemption
- 1999 : Les 10 feat. Lino - Tu crois qu'on sait rien foutre
- 1999 : Ärsenik feat. Akhenaton & Pit Baccardi - L'art de la guerre sur la compile Première classe Vol.1
- 1999 : Lino feat. Le Rat Luciano & Don Choa - Atmosphère suspecte sur la compile Première classe Vol.1
- 1999 : Ärsenik feat. Stomy Bugsy & Jane Fostin - On ira tous au paradis sur la B.O. du film Trafic d'influence
- 1999 : Lino feat. Léah - L'aventura Lino sur la compile Indigo version R'n'B
- 1999 : Pit Baccardi feat. Ärsenik - Comme à l'ancienne sur l'album éponyme de Pit Baccardi
- 1999 : Ärsenik feat. Joëlle Ursull - A chacun son vécu sur la compile Djamatik connections
- 1999 : La Brigade feat. Ärsenik - Apocalypse demain sur l'album de La Brigade, Le testament
- 1999 : Ärsenik feat. Oxmo Puccino - Ghetto Superstar
- 1999 : Ärsenik feat. Doc Gyneco - Arrête de mentir sur la compile Delabel Hostile Rap
- 1999 : Bisso Na Bisso - L'union sur la compile Le groove prend le maki
- 1999 : Ärsenik feat. Lunatic - Sang d'encre sur la compile Sang d'encre
- 2000 : Ärsenik feat. RZA - Shaolin / 6e chaudron sur la compile Le flow Vol.2
- 2000 : Mystik feat. Lino, Sinistre, Ritmo & Bab  - Spé6men rares sur l'album de Mystik, Le chant de l'exilé
- 2000 : Rety Bon'Ap feat. Lino - Trip à la mode de chez nous sur la compile Hostile 2000 Vol.2
- 2000 : Lino - Symphonie en sous-sol sur la compile 24 heures de nos vies
- 2000 : TNT feat. Lino - On est plein dans ce K sur la compile Les militants
- 2000 : Noyau dur - Le public respecte sur la compile Secteur Ä all stars
- 2000 : Ärsenik feat. Stomy Bugsy - On ira tous au paradis sur la compile Secteur Ä all stars
- 2000 : Ärsenik feat. Def Bond - Tous veulent le succès sur la compile Sad hill impact
- 2000 : MC Janik feat. Ärsenik & Pit Baccardi - Leur programme sur le Street CD d'Mc Janik, Combines
- 2000 : Monsieur R feat. Lino, Mystik & G'Kill - Qu'est ce qu'elle a ma gueule sur l'album de R, Anticonstitutionnellement
- 2000 : Lino feat. Le Rat Luciano & Don Choa - Atmosphère suspecte sur la compile Une spéciale pour les halls
- 2000 : Ärsenik feat. Mc Janik & Pit Baccardi - Leur programme sur la compile Une spéciale pour les halls
- 2000 : Ärsenik feat. Doc Gyneco - Affaires de famille sur la compile Rap millenium
- 2001 : Lino feat. Rohff - L'œil du tigre sur la compile Première classe Vol.2
- 2001 : Lino feat. Sinik & Fdy Phenomen - J'emmerde les modes sur la compile Mission suicide
- 2001 : Ärsenik - Mauvais sang sur la compile Sur un air positif
- 2001 : Akhenaton feat. Lino, Rohff & Pit Baccardi - AKH version H sur le single d'Akh, AKH version H
- 2001 : Wallen feat. Lino - Rester moi-même sur l'album de Wallen, A force de vivre
- 2001 : Akhenaton feat. Lino - Teknishun sur l'album d'Akh, Sol invictus
- 2001 : Ol' Kainry feat. Lino - Pulsions meurtrières sur l'album d'Ol' Kainry, Au-delà des apparences
- 2001 : Ol' Kainry feat. Lino, Busta Flex, Le Rat Luciano & Passi - Qui veut Remix sur l'album de Ol' Kainry, Au-delà des apparences
- 2001 : Ärsenik feat. Ghetto Superstar - Ghetto Superstar sur la compile Sachons dire NON Vol.2
- 2001 : Ärsenik - Une spéciale pour les halls sur la compile 15 balles perdues
- 2001 : Lino feat. Le Rat Luciano & Don Choa - Atmosphère suspecte Remix sur la compile 15 balles perdues
- 2001 : Lino feat. Passi - Respecte ma rime sur la compile Dis l'heure 2 rime
- 2001 : F.B.I. feat. Lino - Constate les dégâts sur l'album du F.B.I., Red & Tr
- 2002 : Oxmo Puccino feat. Lino & Mc Janik - Avoir des potes Remix sur le maxi d'Oxmo Puccino, Avoir des potes
- 2002 : Vibe feat. Lino, Pit Baccardi & Ol'Kainry - Boxxon Remix
- 2002 : Ascension & Anekdott feat. Lino & Chris'n'co - Le chant des lames
- 2002 : Fdy Phenomen feat. Lino & Djama Keita - J'gagne tant que j'respire sur le Street CD de Fdy, Ca d'vait arriver
- 2002 : Monsieur R feat. Lino, Tandem, Sniper, Scred Connexion, Ol' Kainry, Kamnouze, Youssoupha etc. - La lutte est en marche sur la compile Sachons dire NON Vol.3
- 2002 : Lino - Freestyle sur la mixtape Pur Son Ghetto Vol.1
- 2003 : Ärsenik feat. Lara - Gotta drive sur la B.O. du film Taxi 3
- 2003 : Lino - Punchline sur la compile Fat taf Vol.1
- 2003 : Bisso Na Bisso - Le buzz
- 2003 : Rocca feat. Lino - Jour de paie sur l'album de Rocca, Amour suprême
- 2003 : Singuila feat. Lino & Kazkami - Moi et mes gars sur l'album de Suinguila, On ne vit qu'une fois
- 2003 : Starflam feat. Ärsenik - Dans la spirale
- 2003 : Neg'Marrons feat. Ärsenik & Pit Baccardi - Dead sur l'album de Neg'Marrons, Héritage
- 2003 : Lino feat. Pit Baccardi & Mac Tyer - Le bal des meurtriers sur la compile Hematom concept
- 2003 : Lino feat. Jacky Brown - Secoue ton boule
- 2003 : K.ommando Toxik feat. Lino - Le Rap est dead
- 2003 : Ärsenik feat. Tekila - Balltrap 2
- 2003 : Ärsenik feat. Les Spécialistes - Au nom de la foi sur la compile Neochrome
- 2004 : G'Kill feat. Ärsenik - Je veux en mettre sur le Street CD de G'Kill, Naufragé du temps
- 2004 : Lino feat. Xzibit - Chaud Bouillant
- 2004 : Lino - Délinquante musique sur la B.O. du film Banlieue 13
- 2004 : Pit Baccardi feat. Ärsenik & K.ommando Toxic - Le rugissement du tigre
- 2004 : Kery James feat. Lino, Big Brother Hakim, A.P., Kamnouze, Blacko, Disiz La Peste, Manu Key, Passi, Habibah, Eloquence, Pit Baccardi, Jacky, Busta Flex, Le Rat Luciano, Teddy Corona, Diam's, Leeroy, Ol'Kainry, Matt & Kool Shen - Relève la tête sur la compile Savoir & vivre ensemble
- 2004 : Lino - Bon baiser
- 2004 : Abysse feat. Lino - La nuit
- 2004 : Layone feat. Lino, Kamnouze, Diam's & K'Fear - Un monde meilleur (sur le street CD Un monde meilleur de Layone)
- 2004 : Zoxea feat. Lino, 'Sinik, Nysay, Dany Dan & Jacky - King de Boulogne Remix
- 2004 : Lino feat. Jamadom - Tops des tops
- 2004 : Wallen feat. Lino - Qu'est ce que je suis supposée faire (sur l'album Avoir la vie devant soi de Wallen)
- 2004 : Lino feat. Rim'K - Haute criminologie (sur la compilation Street Lourd Hall Stars)
- 2004 : Ärsenik feat. Pit Baccardi & Neg'Marrons  - Enragés
- 2004 : Lino - Plus le temps de reculer (sur la mixtape Têtes brulées Vol.1)
- 2004 : Armaguedon feat. Lino, Pit Baccardi, Le Rat Luciano & Ol'Kainry - Armaguedon arrive
- 2004 : K.ommando Toxic feat. Ghetto Superstar - J't'emmerde Remix (sur la mixtape du K.ommando Toxic, Microphone massacre)
- 2004 : K.ommando Toxik feat. Lino - Le rap est dead (sur la mixtape du K.ommando Toxic, Microphone massacre)
- 2004 : K.ommando Toxic feat. Lino - Punchline (sur la mixtape du K.ommando Toxic, Microphone massacre)
- 2004 : K.ommando Toxic feat. Ghetto Superstar - Phone game (sur la mixtape du K.ommando Toxic, Microphone massacre)
- 2004 : Lino feat. Ascension & Anekdott - Le chant des larmes (sur la mixtape 92100% Hip Hop Vol.4)
- 2005 : Ärsenik feat. Les Spécialistes - Au nom de la foi (sur la compilation Néochrome Vol.3)
- 2005 : Tandem Feat Lino, Diam's, Tunisiano, Faf La Rage, Kery James & Kazkami - Le jugement (sur l'album C'est toujours pour ceux qui savent de Tandem)
- 2005 : Lino - Au-dessus des lois (sur la compilation Illicite projet)
- 2005 : Mystik feat. Lino, Le Rat Luciano, Monsieur R & Sinistre - La radio du peuple (sur le street CD Gonflé à bloc de Mystik)
- 2005 : Medine feat. Lino - Poussière de guerre (sur l'album de Medine, Jihad le plus grand combat est contre soi même)
- 2005 : Monsieur R feat. Lino - Pouvoir Remix (sur l'album de Monsieur R, Politikment Incorrekt)
- 2005 : Jacky Brown feat. Lino - Pour les bad boys (sur le street CD de Jacky, Jacky Brown and the Family Vol.1)
- 2005 : Lino - La révolte (sur la compilation Patrimoine du ghetto)
- 2005 : Lino feat. Matinda - Rechargé à block (sur la compilation Rap performance)
- 2005 : Lino feat. Dontcha - Danger (sur la compilation Funky Maestro All Stars)
- 2005 : Dany Boss feat. Lino - Le train de ma peine (sur l'album IV My People Mission de IV My People)
- 2005 : La Brigade feat. Lino, Pit Baccardi & Ol' Kainry - Qui peut... (sur la mixtape Rapocalypse Vol.1)
- 2005 : Ärsenik feat. PMD - B Boy stands (sur la compilation The basement)
- 2006 : Kazkami feat. Lino - North star (sur le street CD de Kazkami, Tempête providentielle)
- 2006 : Ghetto Super Star - Qu'ils viennent (sur le street CD de Kazkami, Tempête providentielle)
- 2006 : Ghetto Super Star - Ghetto Super Star (sur le street CD de Kazkami, Tempête providentielle)
- 2006 : Kazkami feat. Lino & Swan - Kaz Lino Swan (sur le street CD de Kazkami, Tempête providentielle)
- 2006 : Dontcha feat. Lino - C'est l'bordel (sur le street CD de Dontcha, État brut)
- 2006 : Samat feat. Lino & Larsen - Bienvenue dans ma rue (sur l'album de Samat, Juste milieu)
- 2006 : Singuila feat. Lino - Ghetto compositeur (sur l'album Ghetto compositeur de Singuila)
- 2006 : Alpha 5.20 feat. Lino & Iron Sy - Mon crack (sur l'album d'Alpha, Vivre & mourir à Dakar)
- 2006 : Lino feat. Mac Kregor - Emeutiers (sur la compilation Insurrection)
- 2006 : Noyau dur - Secteur Ä (sur la compilation Independenza label)
- 2006 : Larsen feat. Lino & Samat - Bienvenue (sur le street CD de Larsen, Dark album: en parallèle)
- 2006 : Lunatic feat. Ärsenik - Fusion (sur Black Album de Lunatic)
- 2007 : Lino - Mille et une vies (sur la compilation Écoute la rue Marianne)
- 2007 : K.ommando Toxic feat. Lino - Argent dormant 2 (sur le street CD du K.ommando Toxic, Cocktail explosif)
- 2007 : K.ommando Toxic feat. Ärsenik - Je t'emmerde (sur le street CD du K.ommando Toxic, Cocktail explosif)
- 2007 : Ärsenik - Soumission (sur la B.O. du film Scorpion)
- 2007 : Pit Baccardi feat. Lino, Hamed Daye, Stomy Bugzy, Dosseh & Hamed Daye - Come back Remix (sur le collector de Pit, Collector 1997-2007)
- 2007 : Kalash l'Afro feat. Lino & Mystik - La rage Vs la machine (sur l'album de Kalash, Cracheur de flammes)
- 2007 : Stomy Bugzy feat. Lino, Alpha 5.20, Mystik & Tekila - Sois hardcore Remix sur l'album de Stomy Bugzy, Rimes passionnelles
- 2007 : Stomy Bugzy feat. Ärsenik, Neg'Marrons, Hamed Daye, Pit Baccardi & Passi - Pas de limite (sur l'album de Stomy Bugzy, Rimes passionnelles)
- 2007 : Lino feat. J-Mi Sissoko - Enfants du ghetto (sur la mixtape Spéciale dédicace au rap français)
- 2007 : Lino feat. K.ommando Toxic - Arrête avant d'avoir commencé (sur la compilation Rimes et bâtiments)
- 2008 : Kayliah feat. Lino, Alibi Montana, Intouchable, D.O.C. & Jacky - L'hymne du ghetto Remix (sur l'album de Kayliah, Caractère)
- 2008 : Lino - Ma France sur la compile Fat taf Vol.2
- 2008 : Lino - Chargeur vide sur la compile One beat
- 2008 : Lino feat. K-I-2F - Les épreuves nous endurcissent sur la compile Code Urb1
- 2008 : Dieudonné feat. Lino, Booba, Stomy Bugsy, Hamed Daye etc. - Code noir
- 2008 : Lino feat. Escobar Macson - Ce que j'ai gagné en chiffres sur la compile Self defense
- 2008 : K.ommando Toxic feat. Ärsenik - On est
- 2008 : Maréchal feat. Lino - Lardus sur l'album de Maréchal, Barbare
- 2008 : Ärsenik - Guerre sur la compile La Fnac en mode Rap français
- 2008 : Journal' East feat. Lino - Entre ciel et terre sur l'album de Journal' East
- 2008 : Alino feat. Lino - Illegal sur l'album d'Alino, Tragédie
- 2008 : Lino feat. Tekila - Laisse-nous faire sur l'album Galactik beat
- 2008 : Meiday feat. Lino, Salif & Senci - Nos ruelles sur l'album de Meiday
- 2008 : Neg' Marrons feat. Ärsenik & Pit Baccardi - Nouvelle époque sur l'album des Neg' Marrons, Les liens sacrés
- 2008 : Samat feat. Lino, Tekila & Salif - On gère sur le Street CD de Samat, Samat Feat Hip Hop de rue Vol.3
- 2008 : Lino feat. Rim-K - L'instinct de mort sur la B.O. du film Mesrine
- 2008 : Ghetto Superstar - Pour nos blocs sur la compile Département 95
- 2008 : Seth Gueko feat. Lino, Médine, Despo Rutti & Salif - Le fils de Jack Mess Remix sur la mixtape de Seth Gueko, Le fils de Jack Mess
- 2008 : H Magnum feat. Lino - Soldats sans treillis sur l'album d'H Magnum, Rafales
- 2009 : Dry feat. Lino & Rim-K - Le son du ter-ter Remix sur l'album de Dry, Les derniers seront les premiers
- 2009 : SPS feat. Lino & G'Kill - Stratèges
- 2009 : Bastos Feat Lino & Jam.L - Condamné à briller sur l'album de Bastos, Entre amour et haine
- 2009 : Lino feat. Alino - Édition sordide sur la compile De la poudre eu Rap Vol.2
- 2009 : Phobie sociale feat. Axiom & Lino - 3 fois rien sur l'album Phobie sociale prend sa place de le salon des refusés.
- 2010 : La Fouine feat. Lino & J-Mi Sissoko - Voitures Allemandes sur la mixtape Capitale du Crime Vol. 2
- 2010 : Lino feat. H Magnum & Stoik - Soldats sans treillis Remix sur la compile Le Rap français featuring la relève du Rap français
- 2010 : Scalo feat. Lino - Comme une locomotive sur l'album de Scalo, Lettres de noblesse
- 2010 : Ärsenik feat. T-killa, Ben-J, Humphrey, 2 Bal, Loo Grant etc. - Kongolais
- 2010 : Dosseh feat. Lino, Kalash L'Afro & Smoker - Zone De Non Droit
- 2011 : Carpe Diem feat. Lino - Position assumée sur l'album de Carpe Diem, Carpe Diem
- 2011 : Dös feat. Lino - L’abattoir sur l'album de Dös, Rêves menottés
- 2012 : Youssoupha feat. Lino & Shurik'n - Poids Plume Remix sur l'album de Youssoupha, Noir D****
- 2012 : Nakk feat. Dixon, Mokless, Médine, Jeff Le Nerf, Youssoupha, REDK & Lino - Invincible Remix sur la mixtape de Nakk, Darksun
- 2012 : Gandhi feat. Lino - Un Click Click et un deuil sur la Mixtape Univers sale, Gandhi
- 2012 : Six Coups MC feat. Lino - Les risques du métiers sur l'album de Six Coups MC Folie artistik
- 2012 : Sadek feat. Lino - Aux frontières de la punchline sur la compile We made it vol.1
- 2012 : Niro feat. Seth Gueko Dosseh & Lino - Dans Ton Kwaah (Remix)
- 2013 : Kery James feat. Fababy, Ladea, Lino, Médine, Orelsan, Redk, Sam, Scylla & Tunisiano - Dernier MC Remix
- 2013 : LFDV feat. Seth Gueko, Youssoupha, LECK & Lino - Papa Ce Soir Remix
- 2013 : Joke feat Lino - 501 et lunettes Cartier
- 2013 : Akhenaton, Disiz, Dry, Kool Shen, Lino, Nekfeu, Nessbeal, Sadek, Sneazzy, S.Pri Noir, Still Fresh, Soprano & Taïro - Marche BO du film La Marche
- 2014 : NOR feat. Seth Gueko & Lino - Marseille City Remix
- 2014 : Tunisiano feat. Lino - Val De Zoive sur l'album de Tunisiano "Marqué à Vie"
- 2014 : Redk feat. Lino - Un Mal Pour Un Bien (sur l'album de Redk, Chant de vision)
- 2015 : Booba feat. Lino - Temps Mort 2.0 (sur l'album de Booba, D.U.C)
- 2015 : Youssoupha feat. Lino - Points Communs (sur l'album de Youssoupha, NGRTD)
- 2015 : Blastar feat. Lino - Sale Bombe
- 2015 : Stefan King feat. Rick Ross & Lino - Matrix [French Version]
- 2015 : Lino - Cinéma pour aveugle (sur l'album de Grand Corps Malade, Il nous restera ça)
- 2016 : Kool Shen feat. Lino - Classic (sur l'album de Kool Shen, Sur le fil du rasoir)
- 2016 : Despo Rutti feat. Lino & Seth Gueko  - La main de Dieu (sur l'album de Despo Rutti, Majster)
- 2016 : Kery James feat. Lino & Youssoupha  - Musique nègre (sur l'album de Kery James, Mouhammad Alix)
- 2016 : Seth Gueko feat. Lino - Rubrique Nécro (sur l'album de Seth Gueko, Barlou)
- 2016 : Chilla feat. Lino - Petit Dealer
- 2017 : Medine feat. Lino & Lartiste, Alivor, Seth Gueko, Fianso, Ninho, Youssoupha - Grand Paris
- 2017 : IAM feat. Lino - Fiya
- 2017 : Keny Arkana feat. Lino & Medine - Couleur Molotov
- 2018 : Akhenaton feat. Lino - Respect
- 2021 : SCH, Rim'K, Jul, Soprano, Oxmo Puccino, Lino, R.E.D.K., Calbo - Légendaire
- 2021 : Lino, Vincenzo, Calbo, Sat l'Artificier, Tunisiano, 3e Œil - Amour & Paix
- 2022 : Youssoupha feat. Benjamin Epps & Lino - Dessalines Flow
- 2022 : Sinik feat. Lino - La Foudre (sur l'album Niksi)
- 2023 : Benjamin Epps feat. Lino - Intellectuelle Violence
- 2023 : Relo feat. Akhenaton, Furax Barbarossa, Lino & DJ Djel - Le fils de quelqu'un
- 2024 : Légitime - feat. Rohff & Le Rat Luciano.
- 2024 : Intro 2K25 sur l'EP Beat Hit de Djimi Finger